# 삼봉로 (서울)
삼봉로(三峰路, Sambong-ro)는 서울특별시 종로구 세종로 1-68에서 견지동 110-2까지를 잇는 도로이다. 도로명은 현재 종로구청이 있는 곳에서 정도전이 살았기 때문에, 정도전의 호인 삼봉에서 따왔다.

## 주요 경유지
서울특별시
- 종로구 (세종로 - 수송동 - 청진동 - 견지동)

## 노선
- 연한 파란색(■): 서울특별시도 제26호선 구간

| 교차로           | 접속 노선                                      | 소재지 | 소재지          | 비고             |
| ---------------- | ---------------------------------------------- | ------ | --------------- | ---------------- |
|                  | 국도 제48호선 · 서울특별시도 제24호선 세종대로 | 종로구 | 종로1.2.3.4가동 | 교차로 이름 없음 |
| 종로소방서앞     | 서울특별시도 제26호선 종로1길                  | 종로구 | 종로1.2.3.4가동 |                  |
|                  | 서울특별시도 제26호선 종로3길                  | 종로구 | 종로1.2.3.4가동 | 교차로 이름 없음 |
|                  | 율곡로4길                                      | 종로구 | 종로1.2.3.4가동 | 교차로 이름 없음 |
| 종로5길          |                                                | 종로구 | 종로1.2.3.4가동 | 교차로 이름 없음 |
| 조계사앞         | 서울특별시도 제2115호선 우정국로               | 종로구 | 종로1.2.3.4가동 |                  |
| 조계사앞         | 인사동5길                                      | 종로구 | 종로1.2.3.4가동 |                  |
| 인사동5길과 직결 |                                                |        |                 |                  |

## 주요 건물 및 시설
- 서울종로경찰서 청진파출소 (서울특별시 종로구 삼봉로 33)
- 종로구청 (서울특별시 종로구 삼봉로 43)